# 86gy busz (Budapest)
A budapesti 86-os (gyors 86-os) jelzésű autóbusz Óbuda, Bogdáni út és a Kosztolányi Dezső tér között közlekedett. A járatot a Budapesti Közlekedési Vállalat üzemeltette.

## Története
1970. május 3-án 186-os jelzéssel gyorsjárat indult az óbudai Miklós utcától a Kosztolányi Dezső térig. 1977. január 3-án jelzése 86-osra módosult. 1982. október 26-án a Miklós utcai végállomás megszűnése miatt a Bogdáni útig hosszabbították. 1995. június 9-én a 86-os járat megszűnt, helyette az alapjárat (86-os jelzéssel) közlekedett.

## Útvonala
| Kosztolányi Dezső tér felé | Óbuda, Bogdáni út felé |
| --- | --- |
| Óbuda, Bogdáni út vá. – Bogdáni út – Szentendrei út – Flórián tér – Pacsirtamező utca – Lajos utca – Zsigmond tér – Árpád fejedelem útja – Bem rakpart – Bem József tér – Fő utca – Clark Ádám tér – Lánchíd utca – Ybl Miklós tér – Apród utca – Szarvas tér – Krisztina körút – Döbrentei tér – Szent Gellért rakpart – Szent Gellért tér – Budafoki út – Október huszonharmadika utca – Bocskai út – Kosztolányi Dezső tér vá. | Kosztolányi Dezső tér vá. – Bocskai út – Október huszonharmadika utca – Budafoki út – Szent Gellért tér – Szent Gellért rakpart – Döbrentei tér – Döbrentei utca – Ybl Miklós tér – Lánchíd utca – Clark Ádám tér – Fő utca – Jégverem utca – Bem rakpart – Batthyány tér – Bem rakpart – Bem József tér – Bem rakpart – Árpád fejedelem útja – Zsigmond tér – Lajos utca – Pacsirtamező utca – Flórián tér – Szentendrei út – Bogdáni út – Óbuda, Bogdáni út vá. |

## Megállóhelyei
Az átszállási kapcsolatok között az azonos útvonalon közlekedő 86-os járat nincsen feltüntetve.
| 0  | Óbuda, Bogdáni út végállomás                     | 36 | 6, 118                                                                 |
| 3  | Raktár utca                                      | 34 | 6, 34, 42, 106, 142                                                    |
| 5  | Kiscelli utca                                    | 31 | 6, 18, 37, 84, 137 1                                                   |
| 10 | Kolosy tér                                       | 27 | Szentendrei HÉV 6, 29, 60, 65, 65A, 84, 165 17                         |
| 15 | Margit híd                                       | 22 | Szentendrei HÉV 6, 26, 60, 84, 91, 191 4, 6, 17                        |
| 19 | Batthyány tér                                    | 18 | Szentendrei HÉV 11, 39, 60 19                                          |
| 22 | Clark Ádám tér                                   | 14 | 2, 4, 16, 105 19 Budavári sikló                                        |
| 28 | Szent Gellért tér                                | 9  | 1, 7, 7A 18, 19, 47, 49                                                |
| 31 | Október huszonharmadika utca (↓) Budafoki út (↑) | 6  | 3, 10, 12, 110 4                                                       |
| 33 | Fehérvári út                                     | 4  | 3, 12, 53 4, 18, 41, 47                                                |
| 35 | Kosztolányi Dezső tér végállomás                 | 2  | 1, 7, 7A, 7, 12, 14, 40, 41, 41, 53, 72, 87, 87A, 87B, 114, 153 19, 49 |